# 토니 뉴섬
토니 뉴섬(Tawny Newsome, 1983년 2월 24일 ~ )은 미국의 음악가, 배우, 코미디언이다.